# Revere Beach Parkway
Der Revere Beach Parkway ist ein im Jahr 1899 vom Landschaftsarchitekten Charles Eliot in Kooperation mit dem Architekturbüro der Olmsted Brothers angelegter historischer Parkway in den nördlichen Vororten von Boston im Bundesstaat Massachusetts der Vereinigten Staaten, der die Schutzgebiete Mystic River Reservation und Revere Beach untereinander verbindet. Die Straße wird vom Department of Conservation and Recreation (DCR) verwaltet und ist Teil des Metropolitan Park System of Greater Boston.
Die Straße beginnt an den Fells Connector Parkways in Medford und führt in östlicher Richtung über die Stadtgebiete von Everett und Chelsea bis zur Kreuzung von Revere Beach Boulevard und Winthrop Parkway in Revere.
Westlich der Massachusetts Route 1A ist der Revere Beach Parkway als Teil der Massachusetts Route 16 und östlich der Route 1A als Teil der Massachusetts Route 145 ausgewiesen.
Die Straße wurde im Jahr 2007 als Historic District in das National Register of Historic Places aufgenommen.